# Geschiedenis van Chinees muntgeld
De geschiedenis van Chinees muntgeld is opgedeeld in de volgende onderwerpen:
- Ban Liang, 3e eeuw v.Chr., de eerste standaard valuta van het Chinees Keizerrijk
- Geschiedenis van Chinees muntgeld tijdens de Xin-dynastie, 1e eeuw n.Chr.
- Geschiedenis van Chinees muntgeld tijdens de Jin-dynastie en de Zestien Koninkrijken, 3e-5e eeuw
- Geschiedenis van Chinees muntgeld tijdens de Liao-dynastie, 10e-11e eeuw
- Geschiedenis van Chinees muntgeld tijdens de Westelijke Xia, 11e-13e eeuw
- Geschiedenis van Chinees muntgeld tijdens de Zuidelijke Song-dynastie, 12e-13e eeuw
- Geschiedenis van Chinees muntgeld tijdens de Jin-dynastie, 12e-13e eeuw
- Geschiedenis van Chinees muntgeld tijdens de Yuan-dynastie, 13e-14e eeuw

Huidig:
Renminbi (Vasteland) · (nieuwe) Taiwanese dollar (Taiwan) · 
Hongkongse dollar (Hongkong) · Macause pataca (Macau)

Historisch:
Chinese kèpèng · Tael · Ban Liang · Sycee · Xin-dynastie · Jin-dynastie en de Zestien Koninkrijken · Liao-dynastie · Westelijke Xia · Zuidelijke Song-dynastie · Jin-dynastie (1115-1234) · Yuan-dynastie · Qing-dynastie · Tibet · Mantsjoekwo yuan